# Richard C. Dorf
Richard Carl „Dick“ Dorf (* 27. Dezember 1933 in Bronx, New York City; † 22. Oktober 2020) war ein US-amerikanischer Ingenieurwissenschaftler, Hochschullehrer und Fachbuchautor.

## Leben
Er erhielt einen Bachelor von der Clarkson University, den Master legte er an der University of Colorado ab und seinen Ph.D. erhielt er an der U.S. Naval Postgraduate School.
Dorf war für seine Beiträge zur Ingenieurausbildung und Kontrolltheorie als lebenslanges Fellow der IEEE ernannt worden, und war ein Mitglied der American Society for Engineering Education.
Professor Dorf forschte und lehrte Regelkreise, Robotik, Energiesysteme, Technologiemanagement, Unternehmertum, Innovationsmanagement, Non-Profit-Management, Jungunternehmer-Management, Risikokapital-Management, und Technologiepolitik. Er war auch ein Berater in der Ingenieurunternehmensgründung, und führt auch Kurse auf diesem Fachgebiet durch.
Dorf war auch ein profilierter Autor und Herausgeber. Er verfasste 30 Bücher, einschließlich einiger Standardhandbücher und Lehrbücher über Ingenieurwissenschaft. Sein zuletzt veröffentlichtes Buch heißt Technology Ventures: From Ideas to Enterprise und wurde zusammen mit Professor Thomas Byers von der Stanford University erstellt; in diesem Lehrbuch wird zum ersten Mal das globale Phänomen des „technologischen Unternehmertums“ untersucht.

## Werke
Dorf veröffentlichte eine große Anzahl an Büchern. Im Folgenden sind einige Standardwerke aufgezählt. Die Ausgaben sind chronologisch sortiert. Es wurde ein Buch (s. u.) ins Deutsche übersetzt.

### Einzelwerke
- Richard C. Dorf: Robotics and Automated Manufacturing. Reston Pub. Co, Reston, Va 1983, ISBN 978-0-8359-6686-3 (englisch, archive.org).
- Ralph J. Smith, Richard C. Dorf: Circuits, Devices, and Systems. 5. Auflage. Wiley, New York 1992, ISBN 978-0-471-83944-6 (englisch).
- Richard C. Dorf: The Technology Management Handbook. 1. Auflage. CRC Press, 1998, ISBN 978-1-00-304004-0, doi:10.1201/9781003040040 (englisch).
- Richard C. Dorf (Hrsg.): The Engineering Handbook. 2. Auflage. CRC Press, Boca Raton, FL 2005, ISBN 978-0-8493-1586-2 (englisch).
- James A. Svoboda, Richard C. Dorf: Introduction to Electric Circuits. 9. Auflage. John Wiley and Sons, Inc, Hoboken, NJ 2014, ISBN 978-1-118-47750-2.
- Richard C. Dorf, Robert H. Bishop: Modern Control Systems. 14., global edition Auflage. Pearson, Harlow 2022, ISBN 978-1-292-42237-4 (englisch, archive.org).
  - Richard C. Dorf, Robert H. Bishop: Moderne Regelungssysteme. 10. Auflage. Pearson Studium, 2007, ISBN 978-3-86326-623-3.

### The Electrical Engineering Handbook
Im Routledge Verlag wurden sechs der Bücher der berühmten The Electrical Engineering Handbook Serie übernommen.
- Richard C. Dorf: Electronics, Power Electronics, Optoelectronics, Microwaves, Electromagnetics, and Radar (= The Electrical Engineering Handbook Series). 1. Auflage. CRC Press, Boca Raton 2018, ISBN 978-1-351-83804-7 (englisch).
- Richard C. Dorf (Hrsg.): The Electrical Engineering Handbook (= The Electrical Engineering Handbook Series). 3. Auflage. CRC/Taylor & Francis, Boca Raton, FL 2006, ISBN 978-0-8493-7339-8 (englisch).
- Richard C. Dorf (Hrsg.): Systems, Controls, Embedded systems, Energy, and Machines (= The Electrical Engineering Handbook Series). 3. Auflage. CRC/Taylor & Francis, Boca Raton, FL 2006, ISBN 978-0-8493-7347-3.
- Richard C. Dorf (Hrsg.): Sensors, Nanoscience, Biomedical Engineering, and Instruments (= The Electrical Engineering Handbook Series). 3. Auflage. CRC/Taylor & Francis, Boca Raton, FL 2006, ISBN 978-0-8493-7346-6.
- Richard C. Dorf (Hrsg.): Computers, Software Engineering, and Digital Devices (= The Electrical Engineering Handbook Series). 3. Auflage. CRC/Taylor & Francis, Boca Raton, FL 2006, ISBN 978-0-8493-7340-4.
- Richard C. Dorf (Hrsg.): Broadcasting and Optical Communication Technology (= The Electrical Engineering Handbook Series). 3. Auflage. CRC/Taylor & Francis, Boca Raton, FL 2006, ISBN 978-0-8493-7338-1.